# Arachnion lazoi
Arachnion lazoi är en svampart som beskrevs av Demoulin 1972. Arachnion lazoi ingår i släktet Arachnion och familjen Agaricaceae.   Inga underarter finns listade i Catalogue of Life.